# 格氏銹牙脂鯉
格氏銹牙脂鯉，為輻鰭魚綱脂鯉目脂鯉亞目脂鯉科的其中一個種。分布於南美洲巴西托坎廷斯河、亞馬遜河、鑫谷河及塔帕洛斯河流域，體長可達15公分，棲息在森林覆蓋且靜止的水域，生活習性不明。